# Amphirhagatherium
Amphirhagatherium é um gênero extinto de mamífero que viveu na Europa durante o Eoceno Médio.